# Грачёв, Василий Иванович
Василий Иванович Грачёв (1865—1932) — русский историк, музейный работник.

## Биография
Родился в 1865 году в Смоленске.
Учился в реальном училище, где увлёкся историей. После знакомства с основателем первого Смоленского историко-археологического музея Семёном Петровичем Писаревым Грачёв стал работать в его музее.
В 1888—1913 годах был хранителем в музее Писарева, с 1908 года совмещал эту работу с должностью правителя дел Смоленской учёной архивной комиссии. Был членом правления и библиотекарем Смоленского вспомогательного общества купеческих приказчиков.
После Революции 1917 года и до конца жизни занимал должность сотрудника-инструктора Смоленского архивного бюро.
После установления Советской власти в Смоленской губернии Грачёв принимал активное участие в спасении памятников истории и культуры на Смоленщине. В 1918 году был уполномоченным художественно-археологического подотдела Отдела народного образования Западной области с мандатом «наблюдать и охранять доисторические и исторические памятники города Смоленска и его окрестностей, а также Гнездова от умышленной порчи их раскопкой, застройкой, разборкой, распашкой и проч.». Так, во многом благодаря именно его усилиям была сохранена для истории библиотека Смоленской учёной архивной комиссии, в которой Грачёв некогда работал.
Обладал большой личной библиотекой, насчитывавшей около 100 томов, в основном книг по истории Смоленщины, которая после его смерти была передана в фонд отдела письменных источников Московского государственного исторического музея, где находится и по сей день.
Является автором большого количества книг и статей по истории Смоленска и Смоленщины.
Скончался в 1932 году, похоронен на Тихвинском кладбище Смоленска. Могила сохранилась до наших дней.
Был награждён орденом Святого Станислава 3-й степени.

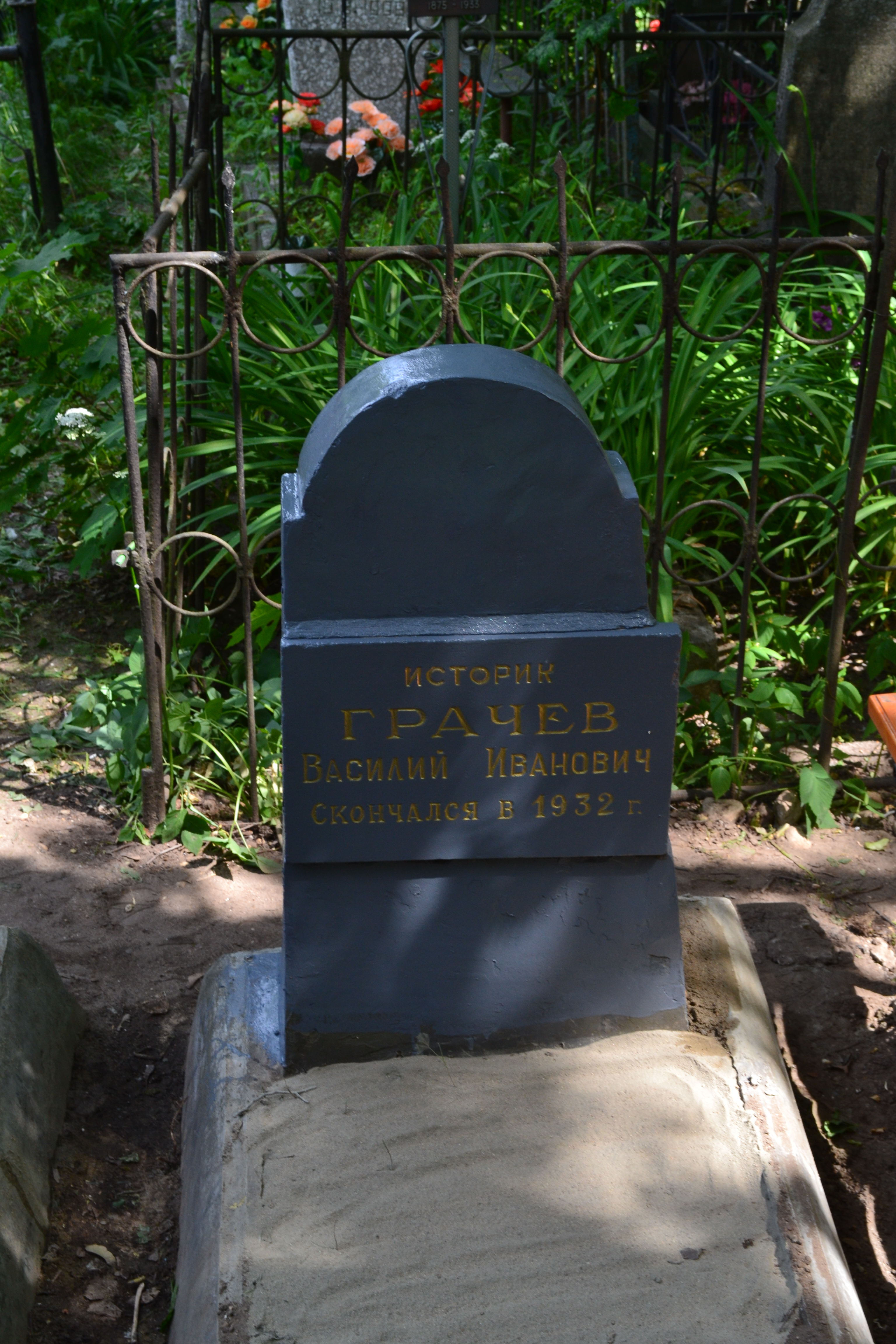
Могила Грачёва после реставрации в 2015 году.

## Наиболее известные сочинения
- Смоленск и его губерния в 1812 году. — Смоленск: тип. П. А. Силина, 1912. — 293 с.
- Достопамятные дни столетнего юбилея Отечественной войны в Смоленске
- Крепостное право и освобождение крестьян от крепостной зависимости (Смоленские дворяне в деле освобождения крестьян)
- Иллюстрированный путеводитель по г. Смоленску. — Смоленск, 1908. — 165 с.
- Письма французского офицера из Смоленска в 1812 году.
- Две книги о Смоленской крепостной стене и обороне Смоленска в 1609—1611 годах[2].